# Веранда

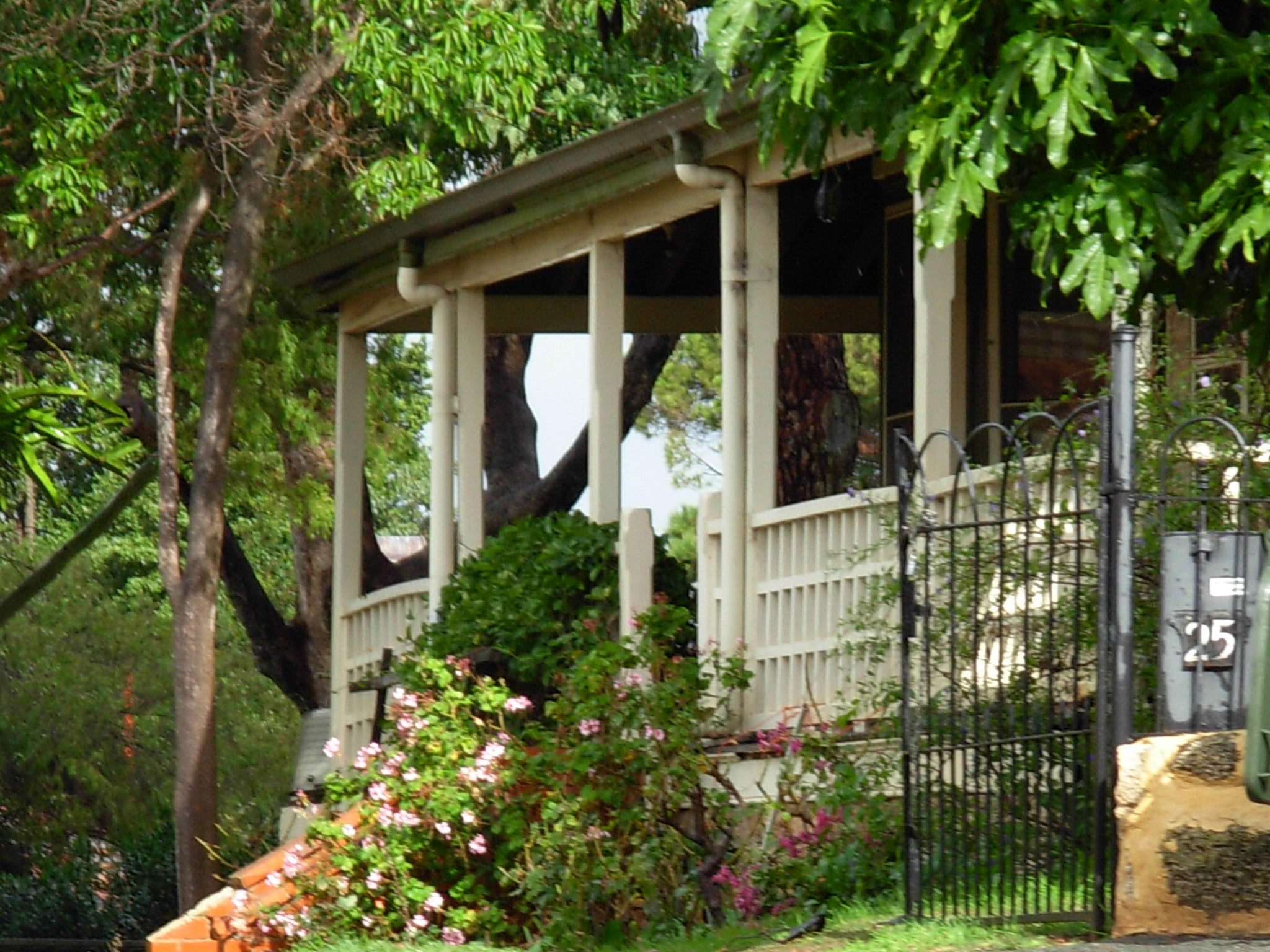
Веранда в австралийском лесу

Вера́нда — неотапливаемое помещение, встроенное или пристроенное (с устройством покрытия) к зданию, остеклённое или неостеклённое.

## Описание

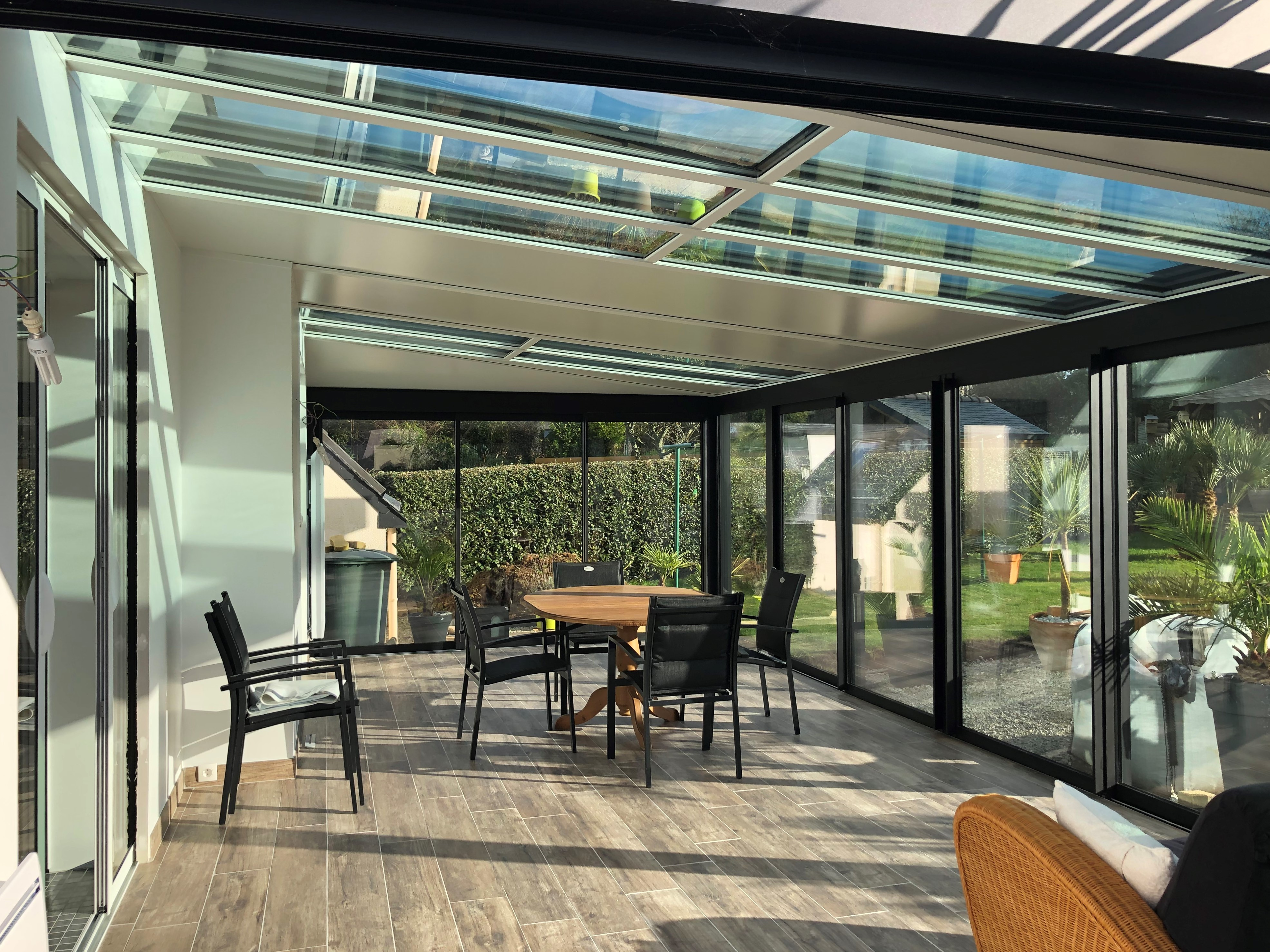
Остеклённая веранда

Используется как в малоэтажных жилых домах, но, является составной частью квартиры, используется и в многоэтажном строительстве. Обычно не отапливается, вентилируется через открываемые створки окон, иногда оборудуется защитными устройствами от солнца.
Веранды широко применяются в детских, санаторных учреждениях, больницах, но при этом их не следует путать с теневыми навесами в дошкольных образовательных организациях (детских садах и яслях). Под верандой может подразумеваться также полуоткрытая или застеклённая галерея в виде беседки
Термин веранда был введён в употребление португальцами, заимствовавшими его от индейцев. В русский язык слово «веранда» пришло во второй половине XIX века и получило активное использование в значении «летняя пристройка к дому».